# Steve Bull
Stephen ("Steve") George Bull (Tipton, 28 maart 1965) is een voormalig betaald voetballer uit Engeland, die speelde als aanvaller gedurende zijn carrière. Hij kwam het grootste deel van zijn loopbaan uit voor Wolverhampton Wanderers. Na zijn actieve carrière stapte hij het trainersvak in.

## Interlandcarrière
Bull speelde dertien keer voor de nationale ploeg van Engeland, en scoorde vier keer in de periode 1989-1990. Onder leiding van bondscoach Bobby Robson maakte hij zijn debuut op 27 mei 1989 in de vriendschappelijke uitwedstrijd tegen Schotland (0-2) in Glasgow, waar hij als invaller het tweede doelpunt voor zijn rekening nam. Hij viel in dat duel na 31 minuten in voor John Fashanu. Bull nam met Engeland deel aan het WK voetbal 1990, waar de ploeg strandde in de halve eindstrijd na een nederlaag (op strafschoppen) tegen de latere winnaar West-Duitsland.
| Interlanddoelpunten | Interlanddoelpunten | Interlanddoelpunten | Interlanddoelpunten          | Interlanddoelpunten | Interlanddoelpunten | Interlanddoelpunten | Interlanddoelpunten |
| Nr.                 | Datum               | Locatie             | Wedstrijd                    | Goal(s)             | Score               | Uitslag             | Wedstrijd           |
| ------------------- | ------------------- | ------------------- | ---------------------------- | ------------------- | ------------------- | ------------------- | ------------------- |
| 1                   | 27/05/1989          | Glasgow             | Schotland – Engeland         | 80'                 | 0 – 2               | 0 – 2               | Oefenduel           |
| 2                   | 25/04/1990          | Londen              | Engeland – Tsjecho-Slowakije | 18'                 | 1 – 1               | 4 – 2               | Oefenduel           |
| 3                   | 25/04/1990          | Londen              | Engeland – Tsjecho-Slowakije | 60'                 | 3 – 1               | 4 – 2               | Oefenduel           |
| 4                   | 27/05/1990          | Tunis               | Tunesië – Engeland           | 89'                 | 1 – 1               | 1 – 1               | Oefenduel           |